# رحمانية (صوفية)
الطريقة الرحمانية (القبائلية : ترحمنيت) هي طريقة صوفية أسسها أمحمد بوقبرين في الجزائر سنة 1774م، وهي فرع من الطريقة الخلوتية التي تبعها جمهور كبير وتمكنت من ترسيخ نفسها بقوة وانتشرت في شمال أفريقيا.

## مؤسس الطريقة
مؤسس الطريقة الرحمانية هو أمحمد بوقبرين، ولد حوالي عام 1774 م في قرية آيت إسماعيل قرب بوغني في منطقة القبائل. بعد ثلاثين عاما من الغياب، عاد أخيرا إلى الوطن. استقر أول في قريته آيت إسماعيل، حيث كان قد أسس بها زاوية. قرر في وقت لاحق الانتقال إلى الجزائر العاصمة لإقامة زاوية آخر. واختار لتسوية في ما أصبح بعد ذلك يكنى بمنطقة الحامة.
شاعت زاوية الحامة في جميع أنحاء الجزائر. إذ ترحب بالفقراء والأيتام والأجانب. وهي أيضا جامعة حيث يتم تدريس العديد من العلوم.
طريقته الخلوتية أصبحت الرحمانية (يعطى لها اسم للا الرحمانية)، في إشارة إلى عبد الرحمن، اسم والده.